# A Nightmare on Elm Street (phim 2010)
A Nightmare on Elm Street là phim điện ảnh kinh dị chặt chém của Mỹ năm 2010 do Samuel Bayer đạo diễn, với Wesley Strick và Eric Heisserer viết kịch bản. Phim được làm lại từ bộ phim phiên bản gốc cùng tên sản xuất vào năm 1984 với sự góp mặt của Rooney Mara, Kyle Gallner và Jackie Earle Haley - người sẽ đóng vai Freddy Krueger thay thế cho nam diễn viên Robert Englund từ đây.

## Nội dung
Một nhóm bạn trẻ tại thị trấn Springwood, tiểu bang Ohio bị một người đàn ông lạ đội nón phớt màu nâu, khuôn mặt đầy vết bỏng tên Freddy Krueger ám ảnh và giết họ trong những giấc mơ với chiếc găng tay có ngón sắc bén, điều ghê gớm là ai bị giết trong giấc mơ cũng sẽ chết thật ngoài đời. Cô nàng Nancy Holbrook và anh chàng Quentin Smith quyết định hợp tác với nhau tìm hiểu về người đàn ông độc ác ấy và tìm cách tiêu diệt ông ta.

## Diễn viên
- Rooney Mara - Nancy Holbrook
- Kyle Gallner - Quentin Smith
- Jackie Earle Haley - Freddy Krueger
- Katie Cassidy - Kris Fowles
- Thomas Dekker - Jesse Braun
- Kellan Lutz - Dean Russell
- Clancy Brown - Alan Smith
- Connie Britton - Tiến sĩ Gwen Holbrook, mẹ của Nancy
- Lia D. Mortensen - Nora Fowles, mẹ của Kris
- Christian Stolte - bố của Jesse
- Julianna Damm - Kris Fowles lúc nhỏ